# Maria Immaculata von Österreich

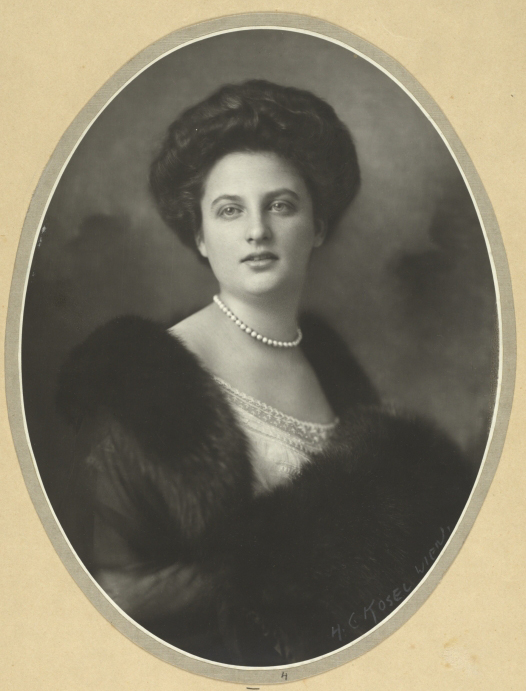
Maria Immaculata von Österreich

Maria Immaculata von Österreich (vollständiger Name: Maria Immaculata Karoline Margarethe Blanka Leopoldine Beatrix Anna; * 9. September 1892 in Lemberg; † 3. September 1971 in Viareggio) war eine geborene  Erzherzogin von Österreich sowie Prinzessin von Toskana. Nach dem Sturz der österreichisch-ungarischen Monarchie 1918 lebte sie zuerst im Exil in Spanien und ab den 1930er Jahren bis zu ihrem Tod in Italien.

## Leben

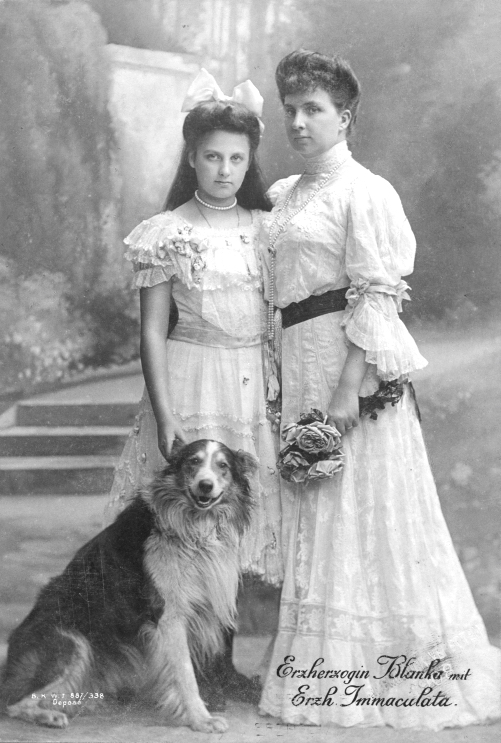
Erzherzogin Maria Immaculata und ihre Mutter Blanca

Maria Immaculata entstammte dem Haus Habsburg und wurde 1892 in Lemberg, Galizien, geboren, das damals zur österreichisch-ungarischen Monarchie gehörte. Sie war die zweite Tochter des Erzherzogs Leopold Salvator von Österreich-Toskana und seiner Gattin, der spanischen Infantin Blanca de Borbón, die eine dominante Rolle innerhalb der Familie spielte. Den Namen Immaculata erhielt die Erzherzogin zu Ehren ihrer Großmutter väterlicherseits, Maria Immaculata von Neapel-Sizilien. Sie wuchs in der späten Habsburger-Monarchie in einem multikulturellen Haushalt gemeinsam mit ihren Schwestern Dolores und Margaretha auf; alle drei Schwestern waren musisch veranlagt. Die sich stets eher zurückhaltend gebende Maria Immaculata spielte mehrere Musikinstrumente und war insbesondere eine gute Pianistin. Ferner war sie auch als Komponistin tätig. Außer Deutsch beherrschte sie mehrere Fremdsprachen, so Französisch, Spanisch, Ungarisch und Italienisch. Die Familie lebte im Palais Toskana in Wien sowie auf Schloss Wilhelminenberg und verbrachte Urlaube in Italien auf einem Landbesitz der Infantin Blanca nahe Viareggio. Im Ersten Weltkrieg (1914–18) leistete Maria Immaculata Pflegedienst beim Roten Kreuz.
Nach dem Ende des Ersten Weltkriegs konfiszierte die Regierung der ersten österreichischen Republik den Besitz der Habsburger und die Familie verlor ihr Vermögen. Während Maria Immaculatas beiden ältesten Brüder, Rainer und Leopold, in Österreich blieben und die neue Republik anerkannten, begab sich die restliche Familie ins Exil nach Spanien. Dort lebte sie seit Januar 1919 in Barcelona in relativ bescheidenen Verhältnissen. In dem von ihr gemieteten Haus teilten die Mädchen ein Schlafzimmer mit ihrer Mutter und die Buben eines mit ihrem Vater. Einkünfte aus den Militärpatenten von Erzherzog Leopold Salvator verbesserten aber die finanzielle Lage der Familie. Aufgrund politischer Unruhen in der Zweiten Spanischen Republik übersiedelte die Familie wieder nach Wien und mietete dort drei Räume ihrer früheren Residenz, dem Palais Toskana, doch musste sie zuerst auf ihre Adelstitel verzichten.
Maria Immaculata blieb nur kurz in Österreich. Am 14. Juli 1932 vermählte sie sich in Rom mit dem Rittmeister Nobile Igino Neri-Serneri (* 22. Juli 1891; † 1. Mai 1950), einen Patrizier von Siena. Das Paar lebte in Rom, auch unter erschwerten Umständen im Zweiten Weltkrieg (1939–45). Es bekam keine Kinder. Nach dem Tod ihres Gatten 1950 übersielte Maria Immaculata zu ihren Schwestern Dolores und Margaretha nach Tenuata Reale, einem nahe Viareggio gelegenen Landgut, die sie nach dem Tod ihrer Mutter geerbt hatten. Dort lebte Maria Immaculata bis zu ihrem am 3. September 1971 im Alter von knapp 79 Jahren erfolgten Tod. Ihre letzte Ruhestätte fand sie in der in Viareggio gelegenen Familiengruft.